# Parti de la Constitution de 48
Pour les articles homonymes, voir Parti de la Constitution.
Le Parti de la Constitution de 48 (hongrois : 48-as Alkotmánypárt, prononcé [ˈnɛɟvɛɲːoltsɒʃ ˈɒlkotmaːɲpaːɾt]) était un parti politique conservateur, qui exerça le pouvoir en Hongrie en 1918. Il s'agit d'un parti issu de la fusion du Parti populaire chrétien-social (hu), du Parti de la Constitution, du Parti unifié de l'autonomie et de 48 du Parti national du travail. Son nom fait référence à la constitution de 1848.